# Пиджак (фильм)
«Пиджак» (англ. The Jacket) — американский научно-фантастический триллер 2005 года режиссёра Джона Мейбери по сценарию Мэсси Таджедин. Фильм частично основан на романе американского писателя Джека Лондона «Межзвёздный скиталец» (1915). Главные роли исполнили Эдриен Броуди и Кира Найтли.

## Сюжет
Джек — бывший военный, вернувшийся на родину после участия в войне в Ираке (1990—1991) и страдающий потерей памяти вследствие огнестрельного ранения в голову.
Возвращаясь после лечения домой, Джек идёт по зимней дороге и видит картину: на обочине дороги — поломанная машина, рядом маленькая девочка и её мать, находящаяся «под кайфом». Джек чинит машину и дарит девочке свои солдатские жетоны, после чего мать увозит девочку, не только не поблагодарив Джека, но и нахамив ему. Девочка запоминает Джека.
Идя дальше по той же дороге, Джек садится в случайную машину. Чуть позже её останавливает полицейский. Через некоторое время Джек оказывается на скамье подсудимых по обвинению в убийстве полицейского, который остановил машину. Но, поскольку в момент остановки у Джека случился провал в памяти, обстоятельств смерти полицейского он не помнит. Суд признает, что полицейского убил Джек, но его признают невменяемым и отправляют на принудительное лечение в психиатрическую больницу.
В больнице Джеку дают новые экспериментальные лекарства и проводят жёсткую терапию, запирая его в смирительной рубашке (которая на местном жаргоне называется «пиджак») в камере морга. Находясь в этом «ящике», герой Броуди как бы попадает в своё будущее, на 15 лет вперёд, где, в частности, узнает, что через несколько дней умрёт. Он не знает, почему и как это должно случиться; единственной его зацепкой становится Джеки — повзрослевшая девочка, которую Джек когда-то встретил на дороге. В своих последующих «путешествиях» он с её помощью узнаёт обстоятельства своей смерти, а также некоторые факты из жизни окружающих его людей. Также, ему проводят электросудорожную терапию. 
В последний день своей жизни он в сопровождении врача отлучается из больницы и, посетив дом Джеки и её матери, передаёт той письмо, в котором призывает её изменить свою жизнь, дав дочери шанс на лучшее будущее.
Вернувшись в клинику, он поскальзывается на льду и разбивает голову. Джек настаивает, чтобы его поместили в «ящик», в конце концов его относят туда, и он оказывается в будущем. Там он видит, что письмо возымело своё действие. Он заново знакомится с Джеки и едет с ней в машине. Постепенно всё застилает белый свет и слышен голос Джеки за кадром: «Сколько у нас времени?» — вопрос, который она ранее уже задавала ему. Ответом на вопрос звучит песня «We Have All the Time in the World» в исполнении Игги Попа.

## В ролях
| Актёр                | Роль                |
| -------------------- | ------------------- |
| Эдриен Броуди        | Джек Старкс         |
| Кира Найтли          | Джеки Прайс         |
| Дженнифер Джейсон Ли | доктор Бет Лоренсон |
| Крис Кристофферсон   | доктор Томас        |
| Дэниел Крейг         | Руди                |
| Маккензи Филлипс     | медсестра Хардинг   |